# Староместська (станція метро)
50°05′17″ пн. ш. 14°25′03″ сх. д. / 50.08806° пн. ш. 14.41750° сх. д.
Староместська (чеськ. Staroměstská) — станція празького метрополітену, розташована на лінії A, між станціями «Малостранська» і «Мустек». Була відкрита 12 серпня 1978 року у складі ділянки «Дейвіцька» - «Наместі Миру».
Назва по історичному району Праги - Старе Місто.
Поблизу єдиного вестибулю на вулиці Капрова знаходиться концертний зал Рудольфінум.
Пілонна трисклепінна станція (глибина закладення - 28 м), з острівною прямою платформою.
Станція без колійного розвитку.

## Ресурси Інтернету
- «Старомнестська» на сайті metroweb.cz(чес.)